# Копалишта
Копалишта су насељено мјесто у општини Вареш, Босна и Херцеговина.

## Становништво
|             | 2013.       | 1991.       |
| Укупно      | 10 (100,0%) | 17 (100,0%) |
| Хрвати      | 10 (100,0%) | 17 (100,0%) |
| Бошњаци     | –           | 0 (0,000%)1 |
| Срби        | –           | 0 (0,000%)  |
| Југословени | –           | 0 (0,000%)  |

1. 1 На пописима од 1971. до 1991. Бошњаци су пописивани углавном као Муслимани.